# Anna Nahowská
Anna Nahowská (18. června 1859 Vídeň – 23. března 1931 Vídeň) byla v letech 1875 až 1889 milenkou císaře Františka Josefa I.

## Život a vztah s císařem
Ve čtrnácti letech se Anna provdala za výrobce hedvábí Heuducka, který byl těžce zadlužen kvůli hazardním hrám a alkoholu. S císařem Františkem Josefem I. se setkala na vycházce v Schönbrunnu. Na vztahu se domluvili František Josef s Annou bez vědomí jejího manžela. František Josef ji pravidelně a diskrétně navštěvoval, když byl její manžel (jehož dluhy byly zaplaceny) pryč. Toto uspořádání trvalo i poté, co se Anna znovu provdala za úpadkového Franze Nahowského. V roce 1889 Anna zjistila, že má císař paralelní poměr, tentokrát veřejněji, s Kateřinou Schrattovou, čímž učinil František Josef konec se vztahem s Annou Nahowskou. Anna Nahowská obdržela finanční kompenzaci pro sebe i pro své děti (jejichž otcovství není jisté) výměnou za podepsání smlouvy o mlčení. Její dcera Helena, která věřila, že je dcerou císaře, byla manželkou rakouského hudebního skladatele Albana Berga.

## Smrt a odkaz

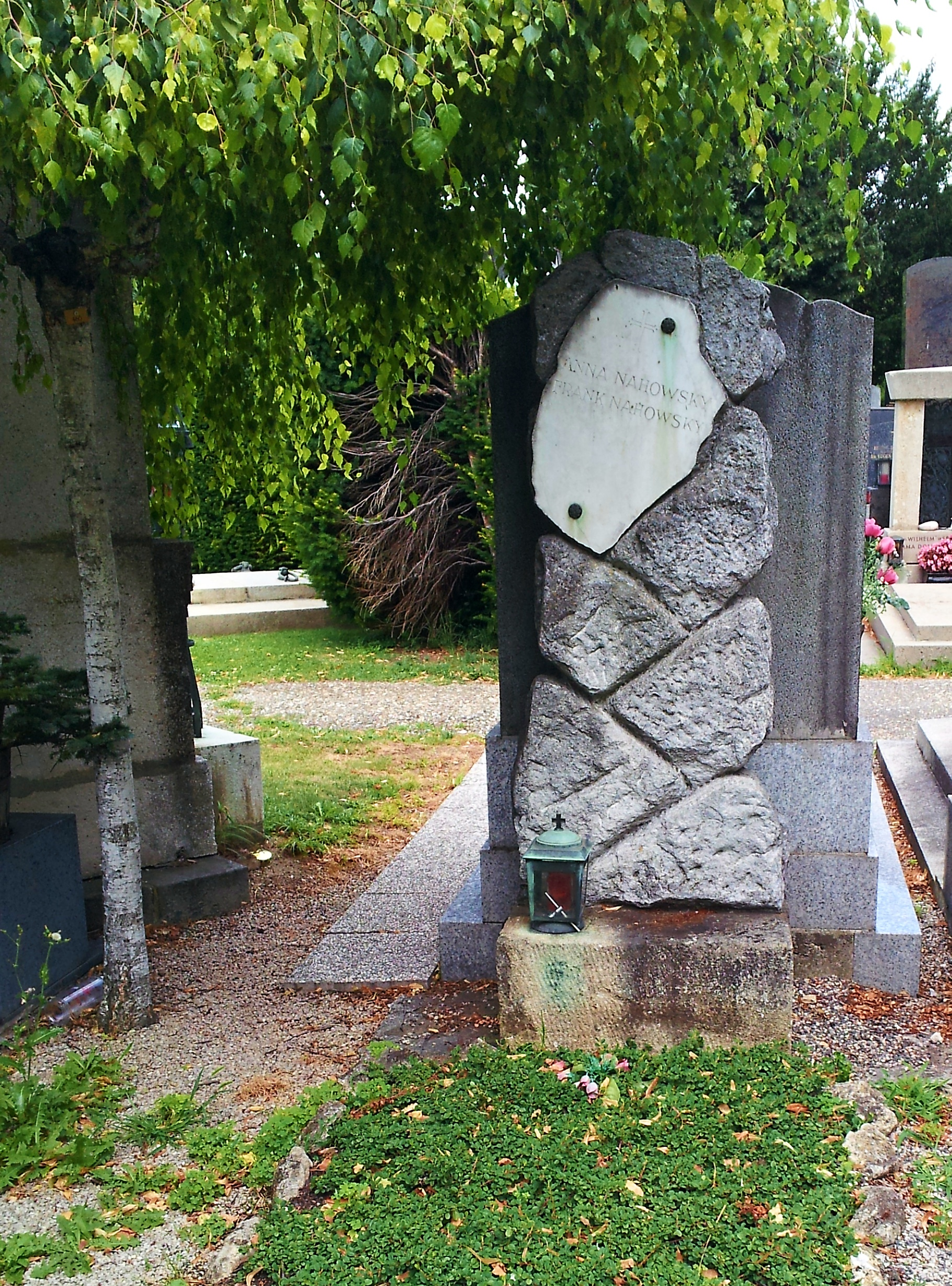
Hrob Anny Nahowské na hřbitově Hietzinger ve Vídni

Anna Nahowská zemřela 23. března 1931 ve Vídni a byla pohřbena na Hietzinském hřbitově poblíž zámku Schönbrunn. Její hrob se nachází mezi místy posledního odpočinku mnoha významných osobností tehdejší rakouské společnosti. Po její smrti zůstala dlouho respektována dohoda o mlčenlivosti ohledně jejího vztahu s císařem. V roce 1976 byl však vydán její deník, který nabídl nový pohled na její život a přinesl informace o jejím vztahu s Františkem Josefem I., což přispělo k lepšímu pochopení role Anny Nahowské v dějinách Rakouska-Uherska.